# 기계시대
기계시대(機械時代, machine age)는 20세기 초, 중반을 아우르는 시기로, 19세기 말이 포함되기도 한다. 대략적인 시기는 약 1880년에서 1945년까지이다. 제1차 세계 대전과 제2차 세계 대전 사이의 최고점으로 간주되며 제2차 산업 혁명의 후반을 장식한다.

## 개요
현대의 첨단을 걷는 오토메이션(automation)을 위시하여 테크놀러지의 진보와 발달에는 주목할 것이 있다. 그것이 어떠한 결과를 가져왔는가를 안다는 것은 대중사회로서의 현대를 이해하는 첫 번째 열쇠이다. 현대를 특징짓는 기계주의(機械主義)의 우월은 생산 영역에만 머물지 않고 모든 영역에서 눈에 띈다. 그것이 가장 철저하게 나타나는 것이 생산의 영역이고 여기에서부터 다른 영역에 기계주의의 영향이 파급되고 있다.생산기술의 기계화가 진전됨으로써 생산 공정(生産工程)은 연속화·자동화하여 기술에 의한 소외를 불러일으킨다.대량생산 방식의 도입은 상품의 표준화 및 규격화를 통하여 생활양식의 평준화(平準化)와 획일화(劃一化)를 가져온다. 또한 생산공정의 기계화에 알맞은 집단이나 조직의 기구화(機構化)·관료제화(官僚制化, 機械化)는 조직에 의한 소외를 심각하게 만들고, 마침내 통신기술의 발전에 의한 전달수단의 대량화는 매스 커뮤니케이션이 제공하는 준환경(準環境) 속에 사람들을 방치하게 된다. 이러한 일련의 현상을 통틀어서 기계시대라는 이름 밑에 일관시키는 것이 보통이다. 뿐만 아니라 기계의 의미는 생산의 영역에만 좁게 한정되지 않고 넓게 위에서 말한 여러 영역을 포함하게 되지만 우선 생산 또는 노동의 영역에서부터 살펴가는 것이 편리할 것이다.

## 같이 보기
- 제2차 산업 혁명